# Siconulfo de Salerno

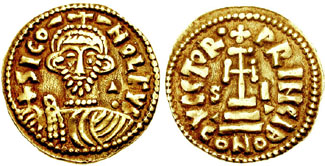
Moneda con la imagen de Sinoculfo de Salerno.

Siconulfo (? - † 851), hijo del príncipe de Benevento Sico I de Benevento, fue el primer príncipe de Salerno, un principado que se desgajó del Principado de Benevento a consecuencia de las luchas que siguieron al asesinato del sucesor de Sico y hermano de Siconulfo, Sicardo, príncipe de Benevento (832-839), que fue asesinado por el usurpador Radalgiso.
En respuesta al asesinato de su hermano, la gente de Salerno proclamó príncipe a Siconulfo, oponiéndose a los deseos del usurpador Radalgiso, que lo tenía prisionero en la ciudad de Tarento. Siconulfo fue liberado por gentes de Salerno y Amalfi que asaltaron su prisión disfrazados de mercaderes amalfitanos, le rescataron y llevaron a Salerno.
Fue Radalgiso quien llamó primero en su ayuda a mercenarios sarracenos contra Siconulfo en 841, aunque Siconulfo pronto respondió haciendo lo mismo contra su oponente. La guerra duró diez años, durante los cuales los estragos causados por los sarracenos empeoraron y muchas iglesias fueron expoliadas. Finalmente, en 849, el rey de Italia y coemperador del Sacro Imperio Luis II el Joven, medió en el conflicto, y confirmó la división del principado beneventano, forzando a los dos rivales a firmar una paz y haciendo a Siconulfo príncipe de Salerno. Las ciudades principales del nuevo principado eran Tarento, Cassano, Cosenza, Paestum, Conza, Sarno, Cimitile (Nola), Capua, Téano y Sora.
Siconulfo murió poco después en 851 y le sucedió su hijo Sico II, que gobernó en minoría de edad, siendo el poder real manejado por su padrino y regente del Principado de Salerno, Pedro de Salerno. 